# KulturNav
KulturNav는 노르웨이의 클라우드 기반 소프트웨어 서비스로, 박물관 및 기타 문화유산 기관의 요구 사항에 초점을 맞춰 사용자가 이름 전거 및 용어를 만들고 관리하고 배포할 수 있도록 한다. 이 소프트웨어는 KulturIT ANS에서 개발했으며 개발 프로젝트는 노르웨이 예술 위원회에서 자금을 지원한다.
KulturNav는 공통 메타데이터를 사용하여 기관 간에 작업함으로써 아카이브, 라이브러리 및 박물관의 유산 정보에 대한 접근성을 향상시키도록 설계되었다. 따라서 많은 기관이 협력하여 표준 명명 및 용어 목록을 구축할 수 있다. 메타데이터는 다른 LOD 자원에 추가로 연결될 수 있는 링크드 오픈 데이터(LOD)로 게시된다. 애플리케이션 프로그래밍 인터페이스(API)는 현재 데이터를 읽기 위한 HTTP GET 요청을 지원한다. API 호출은 현재 인증 또는 인가되지 않는다. 이는 시스템이 모든 사용자가 읽을 수 있는 게시된 콘텐츠만 반환함을 의미한다. 이 시스템은 Play Framework 내에서 Solr 및 jQuery와 함께 개발되었다.
2013년에 설립된 회사 KulturIT는 노르웨이 박물관 5곳과 스웨덴 박물관 1곳이 소유하고 있다. 모든 잉여금은 개발에 사용되는 비영리 기관이다.
이 웹사이트는 2015년 1월 20일에 출시되었으며 현재 노르웨이, 스웨덴, 올란드 제도의 약 130개 박물관에서 사용하고 있다. 2015년 3월, 스웨덴 전국 사진 등록부는 KulturNav 사이트로 이전되는 과정에 있었다. 스웨덴 건축가 등록부도 Kulturnav를 통해 이용할 수 있다.

## 참고 문헌
1. ↑  "KulturNav" 보관됨 2016-10-06 - 웨이백 머신, DigitaltMuseum
2. ↑  "Welcome to KulturNav", KulturNav site
3. ↑  FAQ #1, KulturNav site
4. 1 2  Seminar Lansering av KulturNav (Launch seminar) 보관됨 2018-01-26 - 웨이백 머신, Arts Council Norway
5. ↑  "KulturNav API", KulturNav site
6. ↑  Per Steneskog: Senior Consultant at Altrusoft AB, LinkedIn
7. ↑  “Om KulturIT - KulturIT”. 《kulturit.org》 (노르웨이어). 2020년 12월 3일에 원본 문서에서 보존된 문서. 2018년 2월 3일에 확인함.
8. 1 2  “Digisam, "KulturNav" (PowerPoint presentation)” (PDF). 2018년 10월 9일에 원본 문서 (PDF)에서 보존된 문서. 2025년 4월 26일에 확인함.
9. ↑  Bidra med information till Nationella fotografregistret (Contributing information to the National Photographic Registry) 보관됨 2016-01-21 - 웨이백 머신, 노르딕 박물관 (스톡홀름)
10. ↑  Arkdes (셰프스홀멘 건축 및 디자인 센터) 보관됨 2015-04-02 - 웨이백 머신